# Александар Луковић Лукијан
Луковић Александар Лукијан (Београд, 1924 — Београд, фебруар 2014) био је српски сликар и графичар.

## Биографија
Академију за ликовну уметност и постдипломске студије је завршио у Београду 1952. године. Први пут је излагао 1948. године и од тада учествује на свим значајнијим изложбама у земљи и иностранству.
Један је од оснивача Децембарске групе (1955—1960). Објавио је четири мапе литографија у боји: Циркус на улици – 1955, Игре кловнова – 1955, Кловнови – 1955 и Циркус 1986. и једну мапу бакрореза 1987.
Од 1948. до 2011. године имао је преко 50 самосталних изложби у земљи и иностранству. Године 1960. изабран је за доцента, 1975. за редовног професора на Академији ликовних уметника у Београду и на тој дужности остао до 1985. када је пензионисан. Почасни је члан Accademia Fiorentina delle Arti del Disegno.
Седмојулску награду Републике Србије добио је 1961. На I међународном бијеналу графике малог формата у Лесковцу 1994. добио је прву награду.